# Jorge Alberto I de Erbach-Schönberg
El conde Jorge Alberto I de Erbach-Schönberg (16 de diciembre de 1597-25 de noviembre de 1647) fue un príncipe alemán miembro de la casa de Erbach y gobernante sobre Schönberg, Seeheim, Reichenberg, Fürstenau y a partir de 1643 sobre todos los territorios de la familia Erbach.
Nacido en Erbach, era el cuarto vástago y segundo hijo varón (pero el mayor de los supervivientes) del conde Jorge III de Erbach-Breuberg y de su cuarta esposa María, una hija del conde Alberto X de Barby-Mühlingen.

## Biografía
Después de la muerte de su padre, Jorge Alberto I y sus hermanastros mayores supervivientes se dividieron los dominios de Erbach en 1606: él recibió los distritos de Schönberg y Seeheim.
En 1617 fue capturado por piratas y fue llevado a Túnez, pero poco después fue rescatado.
En 1623, tras la muerte de su hermanastro mayor Federico Magnus sin herederos, el resto de hermanos se dividieron sus dominios: Jorge Alberto I recibió el distrito de Reichenberg.
En 1627, con la muerte de otro hermanastro, Juan Casimiro, soltero y sin descendencia, se hizo otra división de territorios; esta vez Jorge Alberto I recibió Fürstenau. Finalmente, la muerte de su último hermanastro superviviente, Luis I, en 1643 sin herederos varones, permitió a Jorge Alberto I reunificar todas las posesiones de la familia Erbach.
Jorge Alberto I murió en Erbach a la edad de 49 años y fue enterrado en Michelstadt.

## Matrimonio e hijos
En Erbach el 29 de mayo de 1624 Jorge Alberto I se casó por primera vez con Magdalena (13 de noviembre de 1595 - 31 de julio de 1633), hija del conde Juan VI de Nassau-Dillenburg y de su tercera esposa Johannetta de Sayn-Wittgenstein. Tuvieron seis hijos:
- Ernesto Luis Alberto (6 de octubre de 1626 - 10 de mayo de 1627).
- Luisa Albertina (5 de octubre de 1628 - 20 de octubre de 1645).
- Conde Jorge Ernesto de Erbach-Wildenstein (7 de octubre de 1629 - 25 de agosto de 1669).
- María Carlota (24 de marzo de 1631 - 8 de junio de 1693), desposó el 15 de junio de 1650 al conde Juan Ernesto de Isenburg-Büdingen en Wächtersbach.
- Ana Filipina (15 de julio de 1632 - 16 de marzo de 1633).
- Niño nacido muerto (31 de julio de 1633).

El 23 de febrero de 1634 Jorge Alberto I se casó por segunda vez con Ana Dorotea (1612 - 23 de junio de 1634), hija de Alberto de Limpurg-Gaildorf y de su esposa Emilia de Rogendorf. No tuvieron hijos.
En Frankfurt am Main el 26 de julio de 1635 Jorge Alberto I se casó por tercera vez con Isabel Dorotea (27 de agosto de 1617 - 12 de noviembre de 1655), hija del conde Jorge Federico II de Hohenlohe-Waldenburg en Schillingsfürst y de su esposa Dorotea Sofía de Solms-Hohensolms. Tuvieron nueve hijos:
- Conde Jorge Federico de Erbach-Breuberg (6 de octubre de 1636 - 23 de abril de 1653).
- Guillermo Luis (nacido y fallecido el 7 de diciembre de 1637).
- Sofía Isabel (13 de mayo de 1640 - 18 de junio de 1641).
- Juliana Cristina Isabel (10 de septiembre de 1641 - 26 de noviembre de 1692), desposó el 12 de diciembre de 1660 al conde Salentino Ernesto de Manderscheid en Blankenheim.
- Conde Jorge Luis I de Erbach-Erbach (8 de mayo de 1643 - 30 de abril de 1693).
- Jorge Alberto (14 de mayo de 1644 - 27 de marzo de 1645).
- Mauricia Susanna (30 de marzo de 1645 - 17 de noviembre de 1645).
- Conde Jorge IV de Erbach-Fürstenau (12 de mayo de 1646 - 20 de junio de 1678).
- Conde Jorge Alberto II de Erbach-Fürstenau (póstumamente el 26 de febrero de 1648 - 23 de marzo de 1717).